# Фіалка (зупинний пункт)
Фіа́лка — пасажирський залізничний зупинний пункт Лиманської дирекції Донецької залізниці.
Розташований біля дачного кооперативу «Фіалка», Сіверськодонецький район, Луганської області на лінії Сватове — Попасна між станціями Лоскутівка (5 км) та Вовчоярська (8 км).
Не зважаючи на військову агресію Росії на сході Україні, транспортне сполучення не припинене, щодоби п'ять пар приміських поїздів здійснюють перевезення за маршрутом Сватове — Попасна, проте вони зупиняються тільки по станціях.